# Medard Downarowicz
Medard Downarowicz herbu Przyjaciel, ps. „Chart”, „Henryk” (ur. 22 maja 1878 w Łochowie, zm. 16 października 1934 w Warszawie) – polski działacz polityczny, od 1904 członek PPS (od 1928 we władzach tej partii), minister, poseł. W latach 1914–1915 w Legionach Polskich, bliski współpracownik Józefa Piłsudskiego, wolnomularz, założyciel Unii Narodowo-Państwowej w 1922. 

## Życiorys
Syn Medarda Stanisława, ziemianina, uczestnika powstania styczniowego i zesłańca oraz Stefanii z domu Hornowskiej h. Korczak. Był wydalany z gimnazjów w Radomiu, Wilnie, Mariampolu i Lipawie, za przynależność do nielegalnych organizacji niepodległościowo-socjalistycznych. Maturę zdał w 1901 eksternistycznie w Pskowie. W tym samym roku rozpoczął studia na Wydziale Budowy Maszyn Politechniki we Lwowie. Z kolei w 1908 r. wyjechał do Brukseli, gdzie poświęcił się studiom handlowym i technicznym. Studiował w Instytucie Solvaya oraz na Wydziale Nauk Społecznych tamtejszego uniwersytetu. W lipcu 1914 r. uzyskał dyplom inżyniera handlowego. Nauki na uczelni nie zwieńczył dyplomem, na przeszkodzie stanął mu wybuch 1 wojny światowej.
Na studiach od 1903 do 1904 był członkiem Centralnego Komitetu „Promienistych”. W 1904 został członkiem lwowskiej sekcji PPS. Od tego samego czasu przebywał nielegalnie w Warszawie, gdzie pod koniec 1904 r. zorganizował zbrojną manifestację na pl. Grzybowskiego. Starli się w niej działacze Organizacji Bojowej PPS z policją i wojskiem rosyjskim. Było to pierwsze od czasów powstania styczniowego wystąpienie organizacji polskiej przeciw władzy carskiej. Podobną manifestację Downarowicz zorganizował w Łodzi. 
Był jednym z twórców Organizacji Bojowej PPS. Uczestniczył w wielu akcjach zbrojnych. 4 października 1905 został aresztowany 1 listopada 1906 skazany na 6 lata katorgi. Wywieziony do Aleksandrowska pod Irkuckiem, skąd zbiegł dzięki pomocy brata i narzeczonej. W sporze między frakcją „Starych” i „Młodych”, dotyczącym strategii i taktyki PPS, jednoznacznie opowiedział się za „Starymi” i Józefem Piłsudskim. Członek Związku Walki Czynnej i PPS we Lwowie, następnie Związku Strzeleckiego.

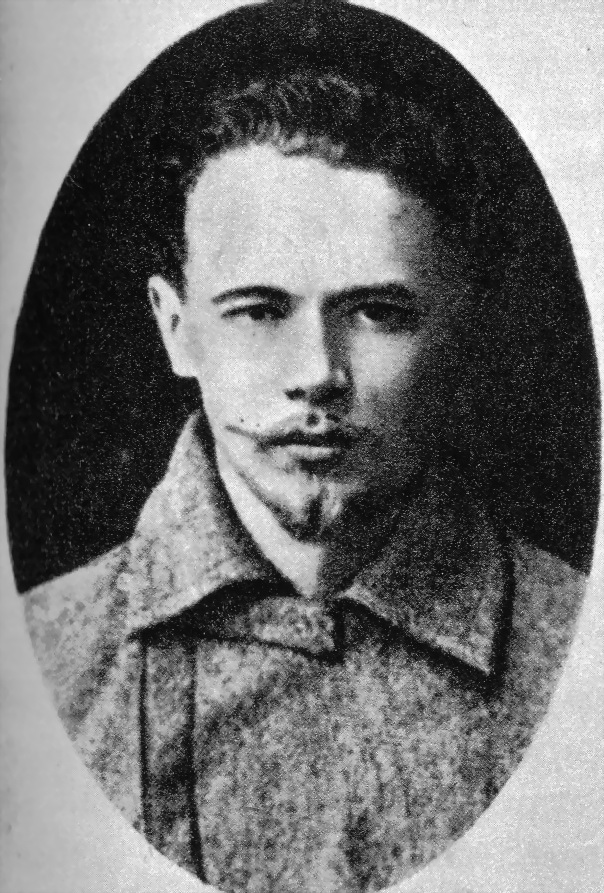
Medard Downarowicz 1915

### Wielka wojna i II Rzeczpospolita
Podczas I wojny światowej wstąpił jako szeregowiec do V batalionu I Brygadzie Legionów Polskich. W 1915 skierowany przez Józefa Piłsudskiego do prac politycznych. Był jednym z założycieli Centralnego Komitetu Narodowego w Warszawie (XII 1915 – V 1917) Działał również w Polskiej Organizacji Wojskowej. Aresztowany przez Niemców w 1917 i więziony przez kilka miesięcy. Był jednym z czołowych działaczy Komisji  Porozumiewawczej Stronnictw Demokratycznych.  Z jego inicjatywy utworzony został Tymczasowy Rząd Ludowy Republiki Polskiej z Ignacym Daszyńskim jako premierem. 
W 1919 jako delegat Naczelnika Państwa Józefa Piłsudskiego, był członkiem Komitetu Narodowego Polskiego w Paryżu. Był ekspertem do spraw zagadnień politycznych i dyplomatycznych delegacji polskiej na konferencji pokojowej w Paryżu w 1919.Z ramienia Stronnictwa Niezawisłości Narodowej piastował urząd ministra skarbu państwa w tym rządzie. Ponadto od 17.11 do 5.12.1918 był ministrem ochrony kultury i sztuk pięknych w rządzie Jędrzeja Moraczewskiego.
W wyborach do Sejmu Ustawodawczego kandydował z listy nr 1 (Republikański Zjednoczony Komitet Wyborczy) w okręgu wyborczym nr 16 (Warszawa). Nie uzyskał jednak mandatu. Ochotnik w wojnie polsko-bolszewickiej w 1920. Walczył w 5. Armii pod dowództwem gen. Władysława Sikorskiego. W bitwie pod Borkowem został ranny i otrzymał krzyż Virtuti Militari.
Od 1920 do 1921 redaktor i wydawca pisma „Naród”. W wyborach parlamentarnych w 1922 roku, bezskutecznie kandydował z do Sejmu z listy nr 10 (Unia Narodowo-Państwowa) – państwowej oraz w okręgu wyborczym nr 1 (Warszawa) i 12 (Grodzisk). Do 1927 był radnym miejskim w Warszawie z ramienia PPS, od 1927 był członkiem Warszawskiego Okręgowego Komitetu Robotniczego PPS.
W wyborach parlamentarnych w 1928 roku został wybrany z listy PPS, w okręgu wyborczym nr 8 (Ciechanów). W Sejmie II kadencji zasiadał w komisji budżetowej oraz komisji odbudowy kraju.
W październiku 1928, w wyniku rozłamu w PPS, wraz z grupą posłów opuścił Związek Parlamentarny Polskich Socjalistów i wstąpił do Klubu Parlamentarnego PPS dawna Frakcja Rewolucyjna, obejmując w nim funkcję skarbnika. Został członkiem Centralnej Rady Organizacyjnej PPS dawnej Frakcji Rewolucyjnej. Ponownie kandydował do Sejmu, z listy PPS dawnej Frakcji Rewolucyjnej, w wyborach parlamentarnych w 1930 roku. Nie uzyskał jednak mandatu.

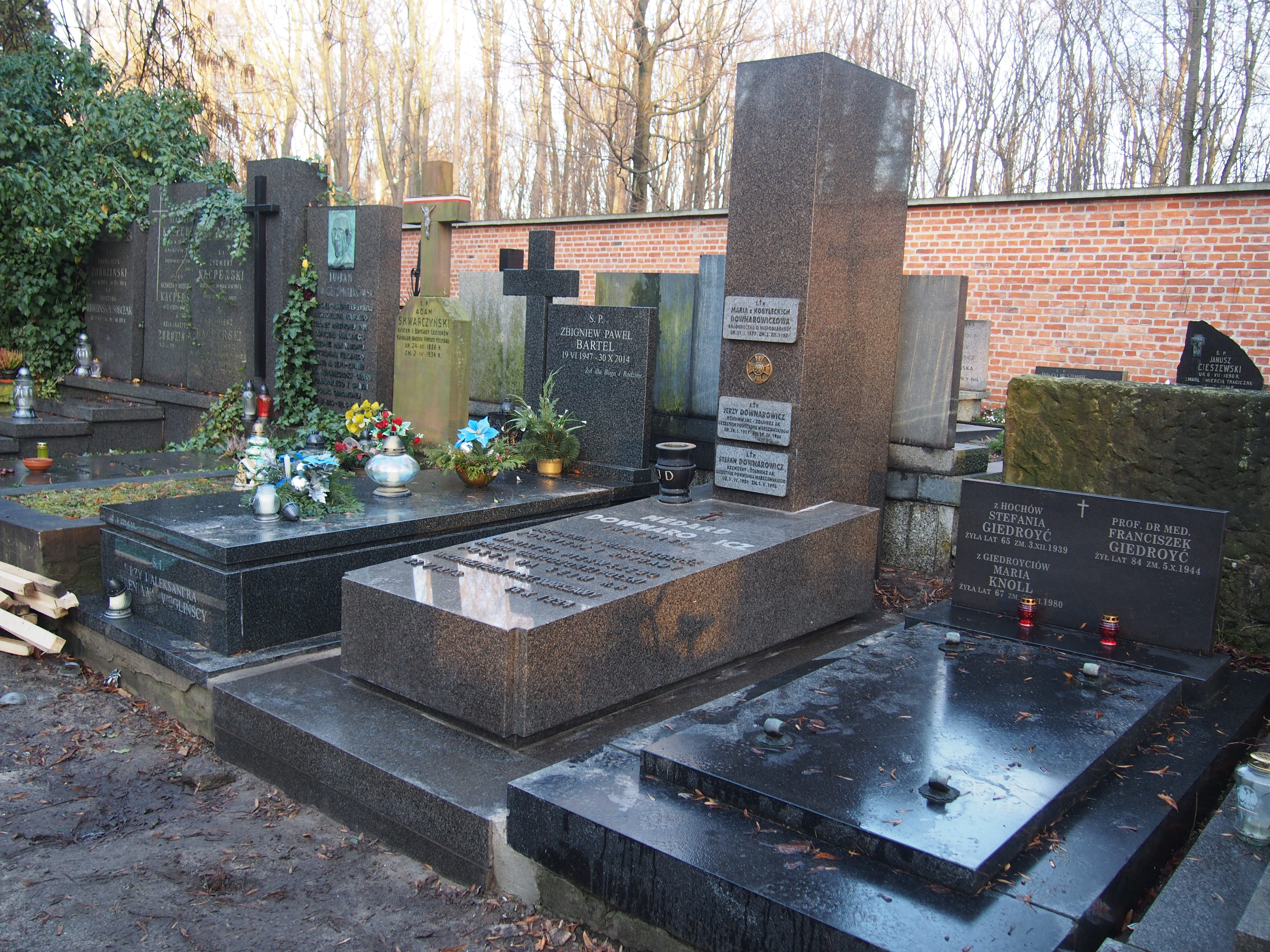
Grób Downarowicza po renowacji (2023)

Od 1931 pracował na kierowniczych stanowiskach w zarządach Kas Chorych w Radomiu i Warszawie. Od 1931 był członkiem Centralnego Wydziału Zawodowego Związku Związków Zawodowych. Od 1933 do 1934 był wiceprzewodniczącym Związku Zawodowego Pracowników Samorządowych i Przedsiębiorstw Użyteczności Publicznej. 
Tuż przed śmiercią, w maju 1934, został komisarycznym wiceprezydentem Warszawy. Pochowany na cmentarzu Powązkowskim w Warszawie (kwatera 229 przed-3-11). 
W 2022 roku z inicjatywy premiera Mateusza Morawieckiego, Fundacja ,,Stare Powązki" w ramach projektu odrestaurowywania grobów ministrów II RP, odnowiła grób ministra Downarowicza.

## Życie prywatne
Miał siostrę Marię i trzech braci: Józefa, Kazimierza i Stanisława Józefa, ministra spraw wewnętrznych, wojewodę poleskiego. Jego bratem ciotecznym był Józef Hornowski, anatomopatolog, profesor medycyny. Był żonaty z Marią (z domu Kobyłecka) z którą miał dwóch synów: Stefana oraz Jerzego.

## Ordery i odznaczenia
- Krzyż Niepodległości z Mieczami (7 lipca 1931)[10]
- Krzyż Walecznych (czterokrotnie, po raz pierwszy w 1922)[11]
- Złoty Krzyż Zasługi (10 listopada 1933)[12]
- Krzyż Virtuti Militari